# С̱
Cette page contient des caractères spéciaux ou non latins. S’ils s’affichent mal (▯, ?, etc.), consultez la page d’aide Unicode.
С̱ (minuscule : с̱), appelé es macron souscrit, est une lettre additionnelle de l’alphabet cyrillique utilisée en dans la cyrillisation de l’alphabet arabe. Elle est composée du es ‹ С › diacrité d’un macron souscrit.

## Utilisations
Dans certaines cyrillisations de l’alphabet arabe, dont celle développée par Ignati Kratchkovski, le es macron souscrit ‹ с̱ › translittère le thāʾ ‹ ﺙ ›.

## Représentation informatique
Le es macron souscrit peut être représenté avec les caractères Unicode suivants :
- décomposé (cyrillique, diacritiques)[1],[2] :

| formes    | représentations | chaînes de caractères | points de code | descriptions                                               |
| --------- | --------------- | --------------------- | -------------- | ---------------------------------------------------------- |
| capitale  | С̱               | С◌̱                    | U+0421 U+0331  | lettre majuscule cyrillique es diacritique macron souscrit |
| minuscule | с̱               | с◌̱                    | U+0441 U+0331  | lettre minuscule cyrillique es diacritique macron souscrit |